# Polo aquático nos Jogos Olímpicos de Verão de 1956
O torneio de Pólo aquático nos Jogos Olímpicos de Verão de 1956 foi realizado em Melbourne, Austrália.
A equipe da Alemanha Unificada, que competiu nos Jogos Olímpicos entre 1956 e 1964, disputou o torneio de Pólo aquático com jogadores da Alemanha Ocidental.

## Masculino
| Ouro | Prata | Bronze |
| Hungria Laszlo Jenei Istvan Hevesi Dezso Gyarmati Kalman Markovics Tivadar Kanizsa Istvan Szivos György Karpati Otto Boros Mihaly Mayer Antal Bolvari Ervin Zador | Iugoslávia Ivo Cipci Tomislav Franjković Vlado Ivković Zdravko Jezić Hrvoje Kačić Zdravko Kovačić Lovro Radonjić Marijan Zuzej | União Soviética Boris Goikhman Valentin Prokopov Yuri Shlyapin Vyacheslav Kurennoi Pyotr Breus Pyotr Mshvenieradze Boris Markarov Mikhail Ryzhak Viktor Ageev Nodar Gvakhariya |

### Primeira fase

#### Grupo A
| Equipe          | Pts | J | V | E | D | GP | GC |
| --------------- | --- | - | - | - | - | -- | -- |
| Iugoslávia      | 6   | 3 | 3 | 0 | 0 | 15 | 5  |
| União Soviética | 4   | 3 | 2 | 0 | 1 | 9  | 6  |
| Romênia         | 2   | 3 | 1 | 0 | 2 | 9  | 9  |
| Austrália       | 0   | 3 | 0 | 0 | 3 | 3  | 16 |

| 28 de novembro  |     |                 |
| Romênia         | 4–2 | Austrália       |
| Iugoslávia      | 3–2 | União Soviética |
| 29 de novembro  |     |                 |
| União Soviética | 4–3 | Romênia         |
| Iugoslávia      | 9–1 | Austrália       |
| 30 de novembro  |     |                 |
| Iugoslávia      | 3–2 | Romênia         |
| União Soviética | 3–0 | Austrália       |

#### Grupo B
| Equipe         | Pts | J | V | E | D | GP | GC |
| -------------- | --- | - | - | - | - | -- | -- |
| Hungria        | 4   | 2 | 2 | 0 | 0 | 12 | 3  |
| Estados Unidos | 2   | 2 | 1 | 0 | 1 | 7  | 9  |
| Reino Unido    | 0   | 2 | 0 | 0 | 2 | 4  | 11 |

| 28 de novembro |     |                |
| Estados Unidos | 5–3 | Reino Unido    |
| 29 de novembro |     |                |
| Hungria        | 6–1 | Reino Unido    |
| 30 de novembro |     |                |
| Hungria        | 6–2 | Estados Unidos |

#### Grupo C
| Equipe             | Pts | J | V | E | D | GP | GC |
| ------------------ | --- | - | - | - | - | -- | -- |
| Itália             | 4   | 2 | 2 | 0 | 0 | 11 | 3  |
| Alemanha Unificada | 2   | 2 | 1 | 0 | 1 | 7  | 9  |
| Singapura          | 0   | 2 | 0 | 0 | 2 | 2  | 20 |

| 28 de novembro     |     |                    |
| Alemanha Unificada | 5–1 | Singapura          |
| 29 de novembro     |     |                    |
| Itália             | 7–1 | Singapura          |
| 30 de novembro     |     |                    |
| Itália             | 4–2 | Alemanha Unificada |

### Fase final

#### Classificação 7º-10º lugares
| Equipe      | Pts | J | V | E | D | GP | GC |
| ----------- | --- | - | - | - | - | -- | -- |
| Reino Unido | 6   | 3 | 3 | 0 | 0 | 21 | 9  |
| Romênia     | 4   | 3 | 2 | 0 | 1 | 21 | 8  |
| Austrália   | 2   | 3 | 1 | 0 | 2 | 7  | 11 |
| Singapura   | 0   | 3 | 0 | 0 | 3 | 8  | 29 |

| Reino Unido | 11–5 | Singapura |
| Reino Unido | 5–2  | Austrália |
| Romênia     | 15–1 | Singapura |
| Reino Unido | 5–2  | Romênia   |
| Austrália   | 3–2  | Singapura |
| Romênia     | 4–2  | Austrália |

#### Classificação 1º-6º lugares
| Equipe             | Pts | J | V | E | D | GP | GC |
| ------------------ | --- | - | - | - | - | -- | -- |
| Hungria            | 10  | 5 | 5 | 0 | 0 | 20 | 3  |
| Iugoslávia         | 7   | 5 | 3 | 1 | 1 | 13 | 8  |
| União Soviética    | 6   | 5 | 3 | 0 | 2 | 14 | 14 |
| Itália             | 4   | 5 | 2 | 0 | 3 | 10 | 13 |
| Estados Unidos     | 2   | 5 | 1 | 0 | 4 | 10 | 20 |
| Alemanha Unificada | 1   | 5 | 0 | 1 | 4 | 11 | 20 |

| 1 de dezembro   |     |                    |
| Itália          | 2–3 | União Soviética    |
| Iugoslávia      | 5–1 | Estados Unidos     |
| 3 de dezembro   |     |                    |
| Estados Unidos  | 4–3 | Alemanha Unificada |
| Hungria         | 4–0 | Itália             |
| 4 de dezembro   |     |                    |
| Iugoslávia      | 2–2 | Alemanha Unificada |
| Estados Unidos  | 2–3 | Itália             |
| 5 de dezembro   |     |                    |
| União Soviética | 3–1 | Estados Unidos     |
| Hungria         | 4–0 | Alemanha Unificada |
| 6 de dezembro   |     |                    |
| União Soviética | 0–4 | Hungria            |
| Iugoslávia      | 2–1 | Itália             |
| 7 de dezembro   |     |                    |
| União Soviética | 6–4 | Alemanha Unificada |
| Iugoslávia      | 1–2 | Hungria            |